# Bílo-modro-bílá vlajka

Bílo-modro-bílá vlajka
Poměr stran: 1:2 nebo 2:3

Bílo-modro-bílá vlajka (rusky: бело-сине-белый флаг) je symbolem opozice vůči ruské invazi na Ukrajinu v roce 2022, kterou použili ruští protiváleční demonstranti. Byla také používána jako symbol opozice vůči současné vládě Vladimira Putina.

## Vznik a symbolika

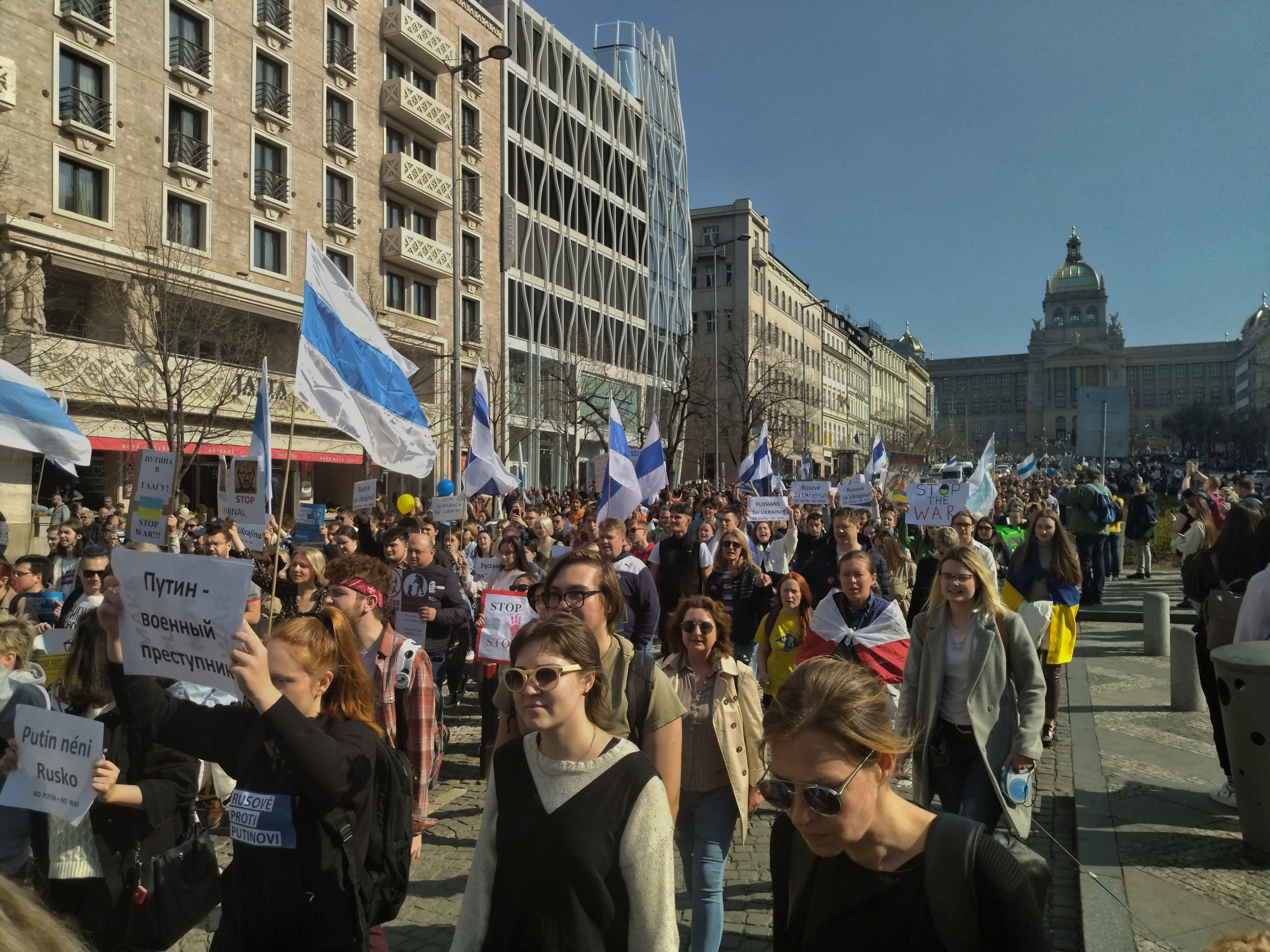
Protest Rusů žijících v Česku proti válce na Ukrajině 26. března 2022

Několik lidí vytvořilo myšlenku bílo-modro-bílé vlajky krátce poté, co 24. února 2022 začala ruská invaze na Ukrajinu. Autorství je připisováno Kai Katoninimu, berlínskému uměleckému manažerovi původem z Ruska s pseudonymem „Zvuky Ryb“ ( Звуки Рыб, Zvuki Ryb), známého také jako „ AssezJeune“. Vlajka byla poprvé zveřejněna na sociálních sítích 28. února 2022 a používali ji ruští emigranti na různých protiválečných protestech.
Jedním z uváděných důvodů pro nahrazení červeného pruhu ruské vlajky bílým je odstranění barvy spojené s „krví a násilím“. AssezJeune uvedl: „Červená na moderní ruské vlajce není spojena pouze s krví, ale s její vojenskou silou a autoritativní sílou. Nejde tedy jen o odstranění krve, ale především o odstranění kultu militarismu a násilí. WBR je historická autoritářská vlajka zavedená carským Ruskem. Je také spojována s militarismem, s jádrem ruského imperialismu."
Navzdory zdůvodnění nahrazení červeného pruhu bílým, ne všichni protiváleční aktivisté a opoziční strany vlajku použili. Několik opozičních aktivistů (jako Maria Motuznaya) kritizovalo důvody AssezJeune pro odstranění červeného pruhu.

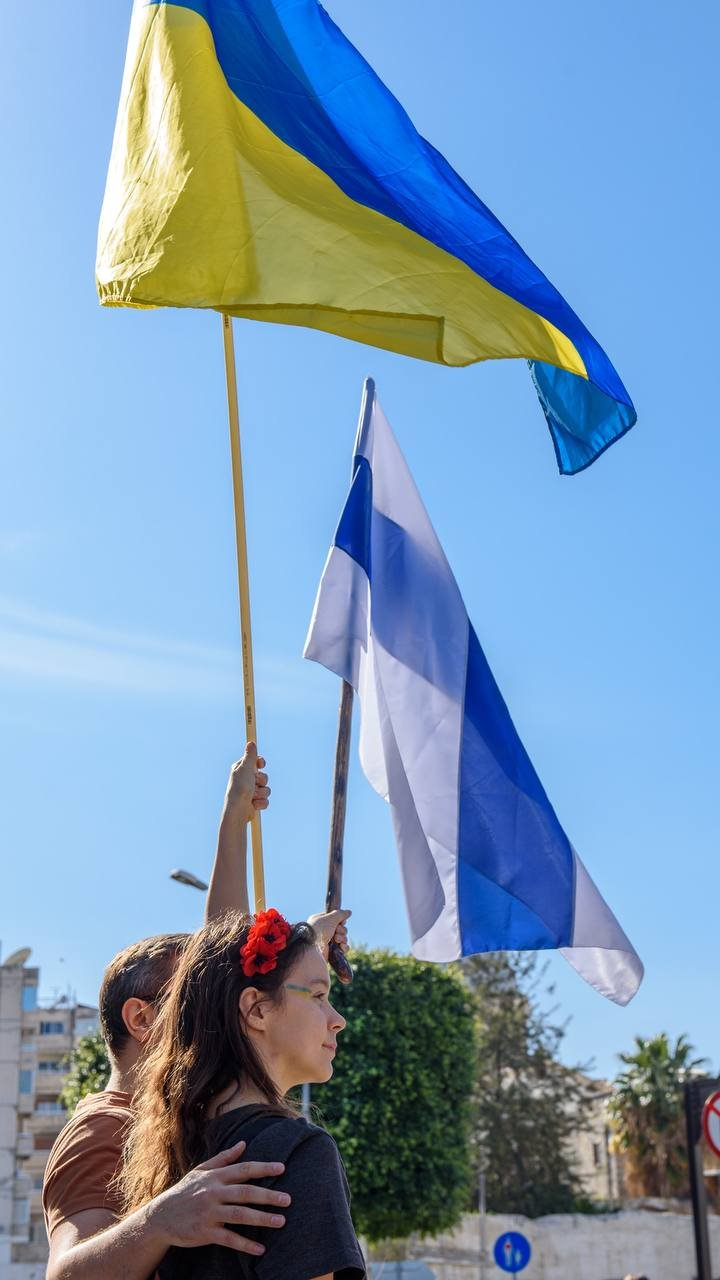
Ruská protiválečná vlajka a státní vlajka Ukrajiny v Limassolu 5. března 2022

## Použití a reakce
Použití vlajky začalo krátce po začátku invaze a vlajka začala sbírat širokou přitažlivost mezi demonstranty, kteří jsou proti válce. Bílo-modro-bílá vlajka má oficiální webovou stránku, kde je popsána jako „Vlajka báječné budoucnosti Ruska“ a „Symbol svobody a míru“; webová stránka obsahuje základní informace v několika jazycích. Vlajka nebyla spojována s reprezentováním výhradně jedné organizace a několik protiválečných organizací ji projevilo podporu jako širší symbol protiválečného cítění a jednoty. Podobnost a analogie s bílo-červeno-bílou vlajkou, která byla široce používána během běloruských protestů v letech 2020–2021, je často uváděna jako jedna z jejích výhod, stejně jako podobnost s vlajkou Velikého Novgorodu, ve které měla vláda Novgorodské republiky pověst demokratického vládnutí.
Bílo-modro-bílá vlajka byla použita na protiválečných protestech v Tbilisi, Berlíně, Sofii, Bernu, Lemesosu, Praze, Haagu a Rize. Některá média navíc uvedla, že vlajka byla také použita demonstranty v Jekatěrinburgu v Rusku, ačkoli toto tvrzení nebylo podpořeno žádnými důkazy.
Dne 31. března 2022 se šéf komise Dumy pro zahraniční vměšování Vasilij Piskarjov obrátil na generální prokuraturu, aby zakázala bílo-modro-bílou ruskou vlajku jako extremistickou, protože „tato symbolika se používá při protestech proti vojenské operaci na Ukrajině a nejen v Rusku, ale i v jiných zemích“.
Členové Legie Svoboda Ruska (rusky: Легион „Свобода России“), složené z Rusů, kteří přeběhli z ruských ozbrojených sil na Ukrajinu, byli viděni nosit nášivky vlajky na svých vojenských uniformách.

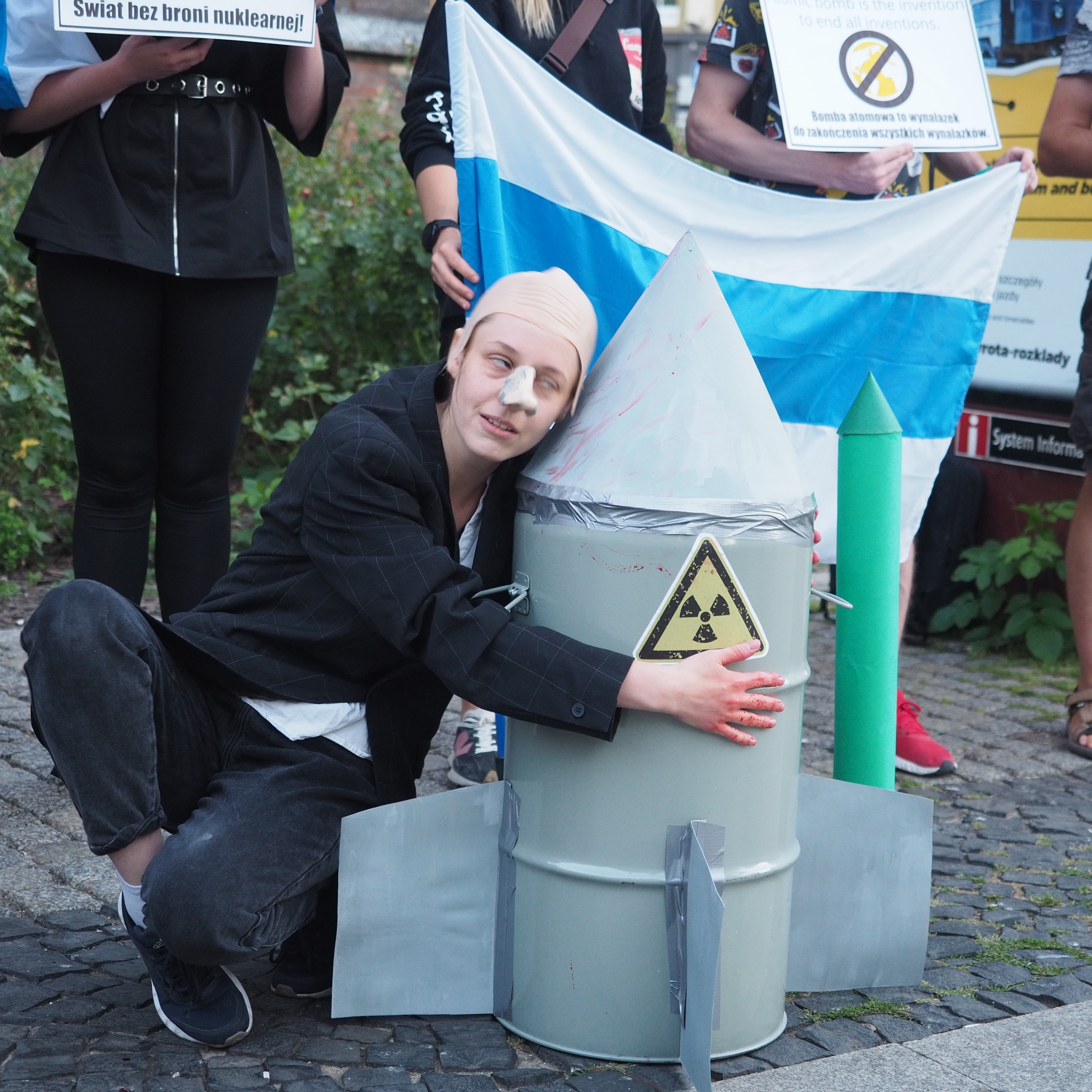
Rusové během protestu v polské Vratislavi 8. srpna 2022 proti invazi na Ukrajinu. (V pozadí bílo-modro-bílá vlajka; v popředí protestující karikující Putina s jadernou střelou)

Bílo-modro-bílá vlajka (stejně jako další symboly Ruska) byla zakázána během přehlídky rovnosti ve Varšavě, která se konala vedle KyivPride. KyivPride publikoval prohlášení o možných provokacích, které označilo jakékoli úmysly „vyvěšovat ruské vlajky jakékoli barvy“ za provokaci a nepřijatelný krok.
Dne 21. srpna 2022 manifest dosud neznámé partyzánské skupiny v Rusku, Národní republikánské armády (NRA) (rusky: Национальная республиканская армия (НРА)) schvaluje její přijetí. Manifest byl vydán po bombovém atentátu na Darju Duginovou a nahlas ho přečetl ruský exilový politik Ilja Ponomarjov na svém video výstupu „Únorové ráno“ (rusky: Утра Февраля ) a zveřejněn prostřednictvím přidružené zpravodajské služby „Rospartisan“ založené na Telegramu. Motiv bílo-modro-bílé vlajky používá Únorové ráno ve vysílání a na svých profilech na sociálních sítích.

### V kultuře
Dne 16. září 2022 vydal rapper Oxxxymiron protiválečné video k písni „Oyda“, které odkazuje na bílo-modro-bílou vlajku: „Naše vlajka má bílý sníh a modrou řeku (a to je ono!)“

## Galerie

Současná vlajka Ruska s červeným pruhem a tmavší modrou
Bývalá státní vlajka Běloruska byla přijata opozičními stranami a byla použita při běloruských protestech v letech 2020–2021
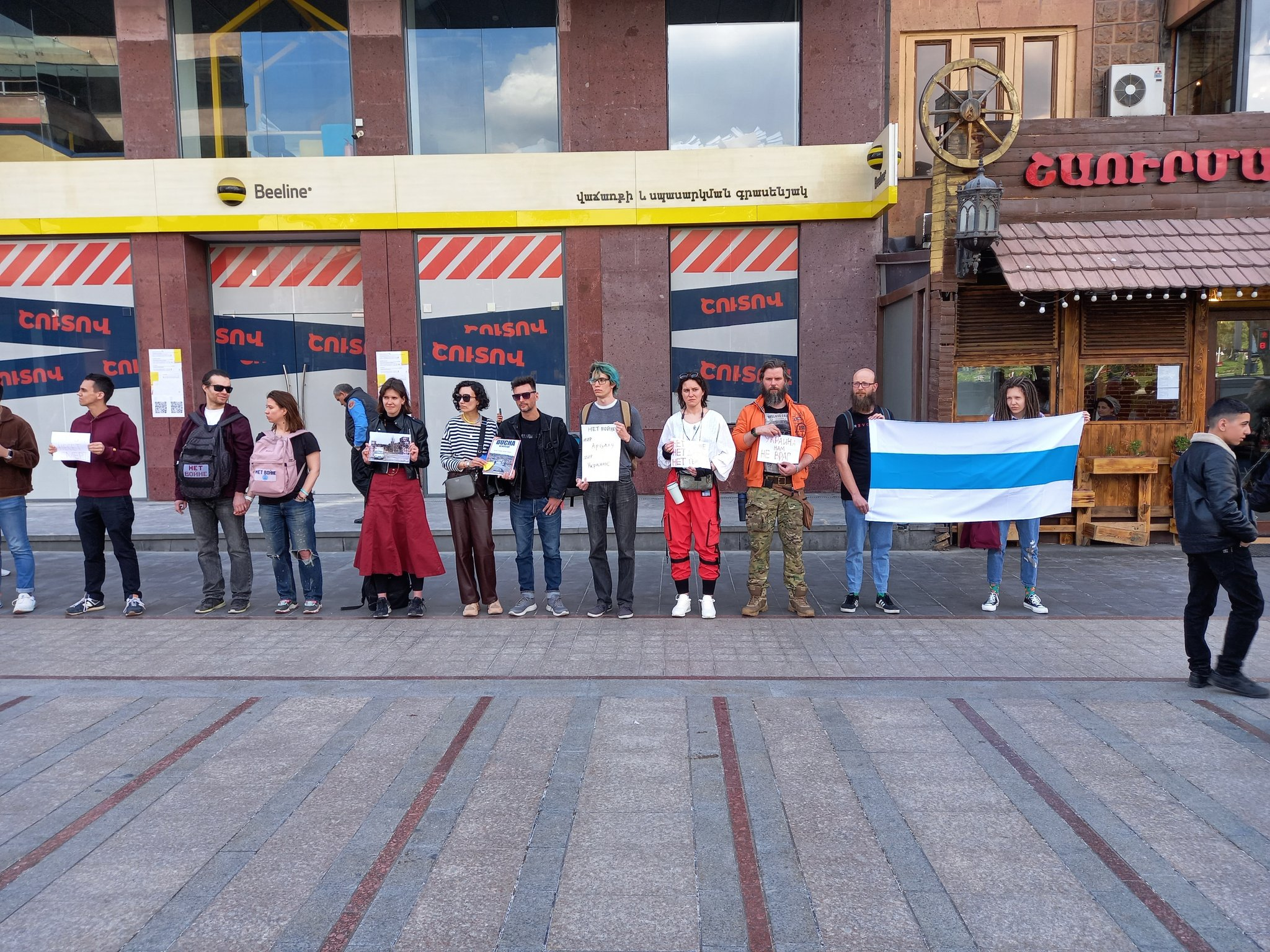
Protesty Rusů v Jerevanu proti válce na Ukrajině dne 17. dubna 2022
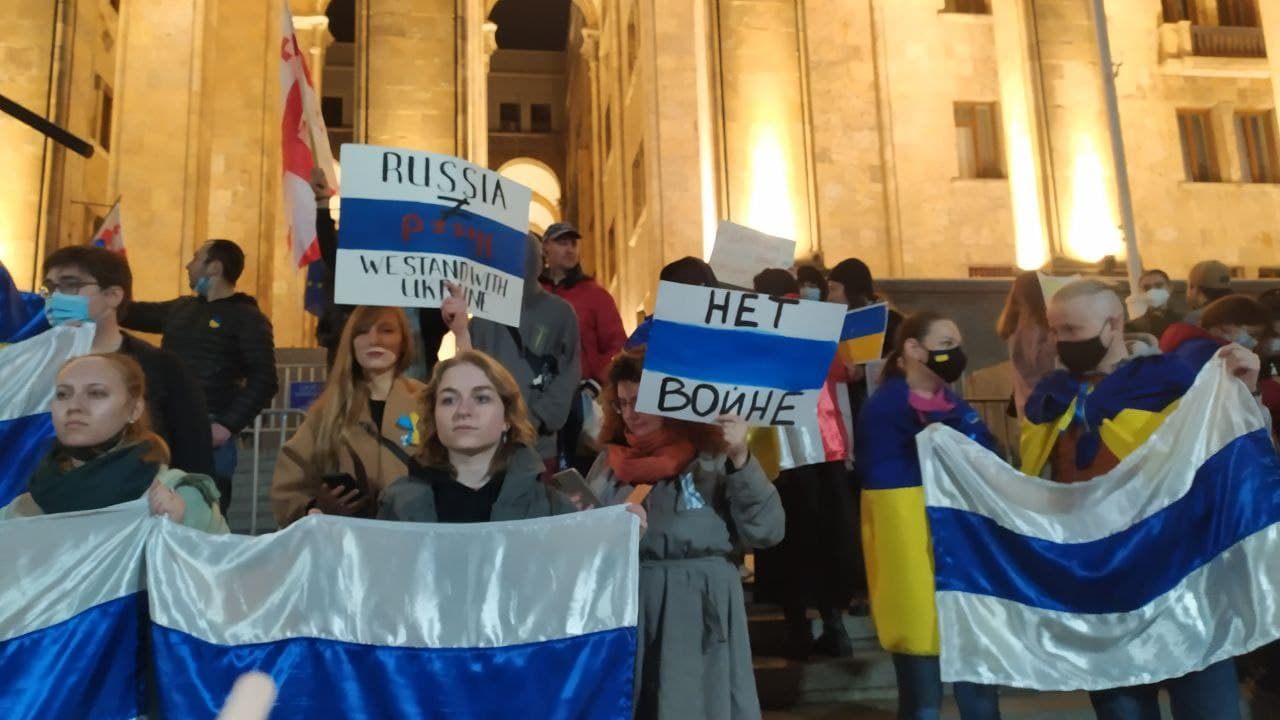
Bílo-modro-bílé vlajky v Tbilisi, Gruzie 2. března 2022
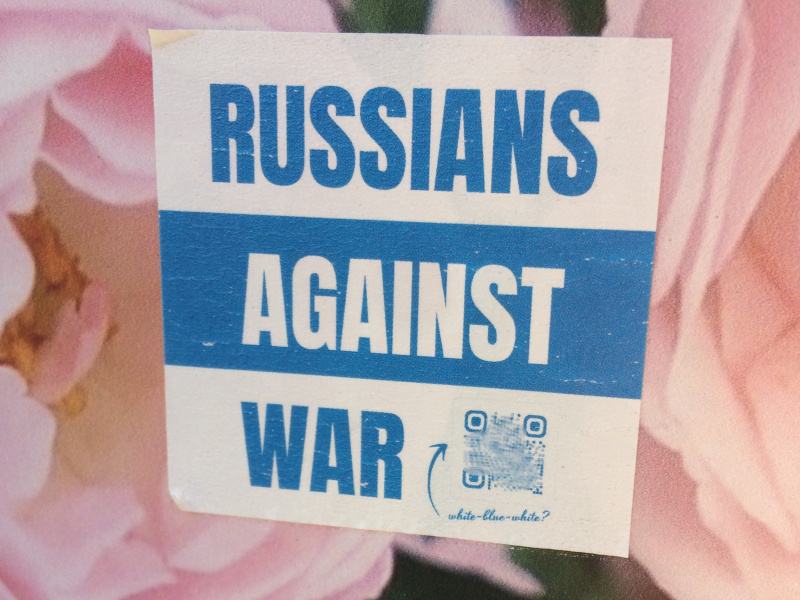
Protiválečná protestní nálepka v Německu, srpen 2022
Vlajka Legie Svoboda Ruska